# 1987 en Tunisie
Chronologie de la Tunisie
- 1983
- 1984
- 1985
- 1986
- 1987
- 1988
- 1989
- 1990
- 1991

Cet article présente les faits marquants de l'année 1987 en Tunisie ou relatifs à la Tunisie.

## Événements
- 26 mars : le gouvernement rompt ses relations diplomatiques avec l'Iran à la suite de tentatives de diplomates iraniens de recruter des extrémistes tunisiens à l'étranger.
- 20 avril : l'ancien Premier ministre Mohamed Mzali est condamné par contumace à quinze ans de travaux forcés et à la mise sous séquestre de ses biens.
- 2 août : des explosions ont lieu dans quatre hôtels de Monastir et de la région de Sousse faisant treize blessés dont sept Italiens, quatre Britanniques et deux Allemands ; l'Organisation du Jihad islamique revendique, le 10 août, la responsabilité des attentats.
- septembre : un deuxième procès du Mouvement de la tendance islamique se tient sous haute sécurité à la caserne militaire de Bouchoucha, après des attentats à Monastir et Sousse imputés par le régime au mouvement ; Rached Ghannouchi est condamné à la prison avec travaux forcés à perpétuité à l'issue de ce procès[1] qui se traduit aussi par des peines de mort pour sept membres dont cinq par contumace[2].
- 2 octobre : Zine el-Abidine Ben Ali est nommé Premier ministre.
- 8 octobre :  Mehrez Boudagga et Boulbeba Dekhil, les deux seuls islamistes condamnés à mort pour « atteinte à la sécurité de l'État » le 27 septembre et en état d'arrestation, sont exécutés par pendaison à Tunis[2].
- 7 novembre : le président Habib Bourguiba est destitué par un coup d’État conduit par Zine el-Abidine Ben Ali qui lui succède[3].
- 25 décembre : la Chambre des députés adopte deux projets de loi mettant fin à la Cour de sûreté de l'État et à la fonction de procureur général de la République.
- 28 décembre : les relations diplomatiques entre Tunis et Tripoli reprennent[4].

## Sports

### Athlétisme
- Championnats de Tunisie d'athlétisme 1987

### Basket-ball
- Championnat d'Afrique masculin de basket-ball 1987

### Football
- Équipe de Tunisie de football en 1987
- Championnat de Tunisie de football 1986-1987
- Championnat de Tunisie de football 1987-1988
- Coupe de Tunisie de football 1986-1987
- Coupe de Tunisie de football 1987-1988

### Handball
- Championnat de Tunisie masculin de handball 1986-1987
- Championnat de Tunisie masculin de handball 1987-1988

### Volley-ball
- Championnat d'Afrique masculin de volley-ball 1987
- Équipe de Tunisie de volley-ball en 1987
- Championnat de Tunisie masculin de volley-ball 1986-1987
- Championnat de Tunisie masculin de volley-ball 1987-1988

## Naissances en 1987
- Naissance en Tunisie en 1987

## Décès en 1987
- Décès en Tunisie en 1987